# Полонкой
Полонко́евы или Паланко́евы (ингуш. Поалангхой) — крупный ингушский тейп (род), насчитывающий 17 фамилий .

## Этимология
Самоназвание тейпа происходит от Поалангхой — означающее жители Пялинга (ингуш. Пхьа́линг). Подобную этимологию тейпа носили и другие ингушские тейпы.

## Состав
В род входят следующие фамилии: Батыровы, Бекмурзиевы, Боковы, Габралиевы, Гантемировы, Дарсиговы, Даутаевы, Дударовы, Мархиевы, Мурзабековы, Муталиевы, Никархоевы, Никмурзиевы, Орцхановы, Полонкоевы, Хадзильговы (представители фамилии Хадзильговых проживают в настоящее время в Кабардино-Балкарии и Карачаево-Черкессии), Чаниевы, Чановы.

## История
После похода на Центральный Кавказ в 1562 г. объединенного кабардино-ногайского-русского войска под командованием кабардинского князя Темрюка Идаровича, предки Полонкоевых вышли с территории Двалетии(современной Северной Осетии) и переселились в Аргунское ущелье и,  основали там башенное поселение Никара (Никарой), входившее в общество Терлой.Согласно этногенетическим преданиям Полонкоевых, через некоторое время после основания поселения Никара, Белиг и его братья из-за кровной мести вынуждены были уйти из Никара. Белиг – родоначальник рода Полонковых. На отроге хребта Цорой-Лоам он основал поселение Пялинг и в течение веков Полонкоевы здесь построили боевые и жилые башни, явившиеся домом и защитой последующих поколений рода. Род Полонкоевых прошел тот же исторический путь, что и весь ингушский народ. В период миграций на плоскость - в XVII-XIX вв. - они расселились по многим плоскостным селам Ингушетии. Вначале основывали свои хутора, но в 1858 г., когда на плоскости Ингушетии были уничтожены мелкие хутора и население собрано в крупные селения, Поаланко расселились в таких селениях, как Базоркино - (ныне с. Чермен),Сунжа, Яндаре, Ачалуки, Алхасты, Ангушт (ныне с.Тарское), Галашки, Сурхахи, Ушхорте (ныне не существует), Таузен-Юрт(ныне с. Комгарон), Зилги и др.

## Родовое селение
Родовым поселением рода Полонкоевых является Пялинг (инг. Паьлинг). Название Пялинг (вероятно изначальное звучание "Пхьаьлиньг") возможно произошло от слова "пхьа" -  "поселение" и уменьшительного окончания "-инг". "Пхьа" - древнее слово, обозначающее поселение. Пялинг является крупным башенным поселением замкового типа. В верхней части Пялинга в настоящее время можно увидеть хорошо сохранившиеся 4 боевые башни и уже разрушенные 14 жилых с различными пристройками.

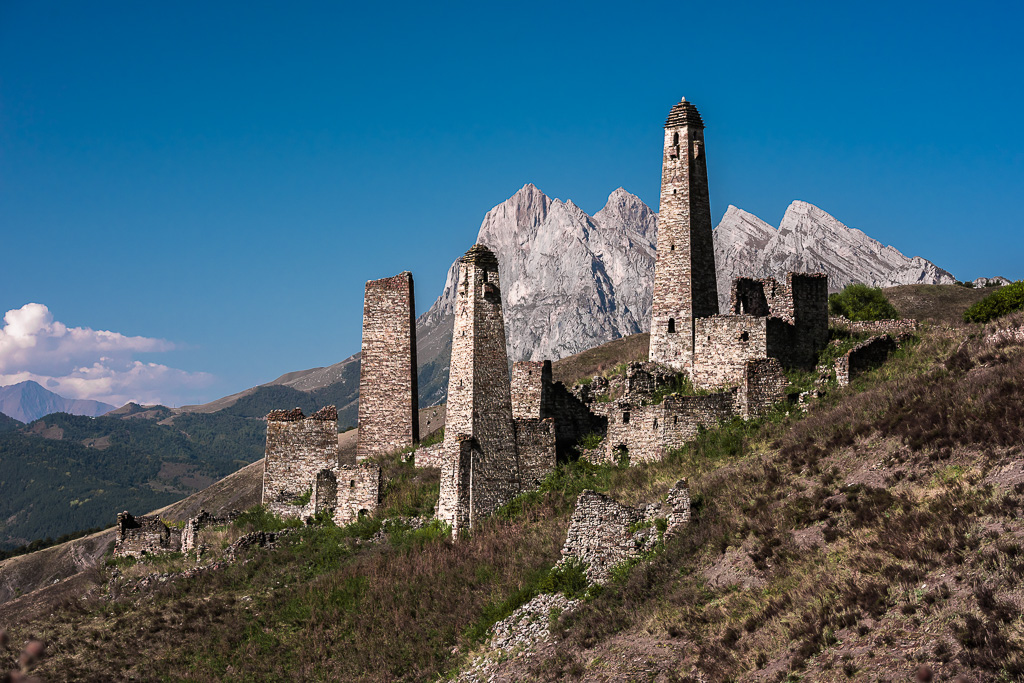

## Родовой знак (Тамга)
На одной из боевых башен верхней части Пялинга исследователями отмечен петроглиф, изображающий крест в виде буквы "Т". Такой же петроглиф имеется на башне поселения Никара в ущелье Терлой-Ахк, откуда по родовым преданиям вышел родоначальник Полонкоевых. Петроглифы, имеющиеся на башнях Горной Ингушетии, использовались горцами как тамги при клеймении скота. Тамги, являлись своеобразной "визитной карточкой" каждого рода. По мнению археолога Д.Ю.Чахкиева , они имелись у ингушских родов, которые обязательно должны были располагать собственным мощным башенным замковым комплексом, культовой постройкой. Как правило, они также имели значительное количество хорошо вооруженных и обученных воинов, в любой момент готовых встать на защиту не только своего конкретного тейпа, но и всего общества.

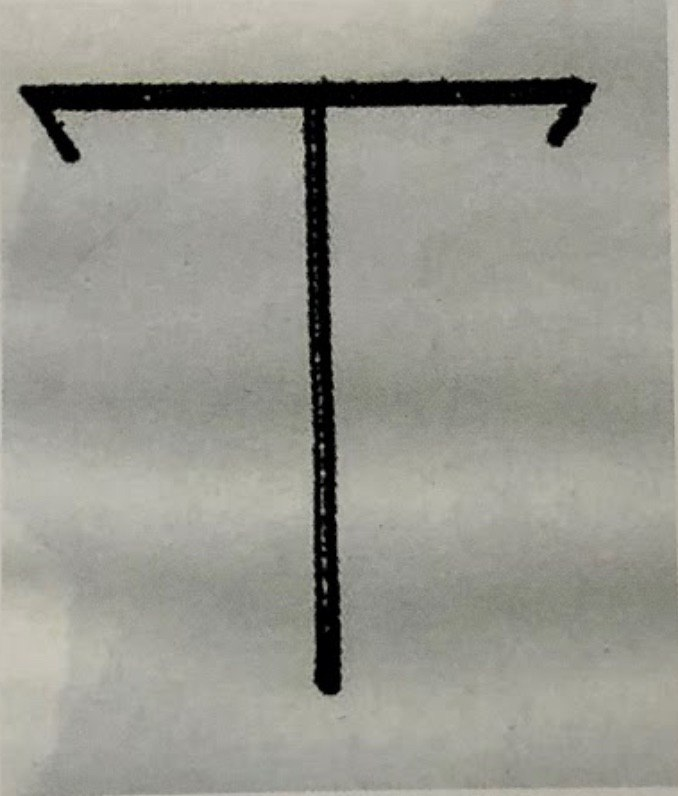
Тамга тейпа Поаланко
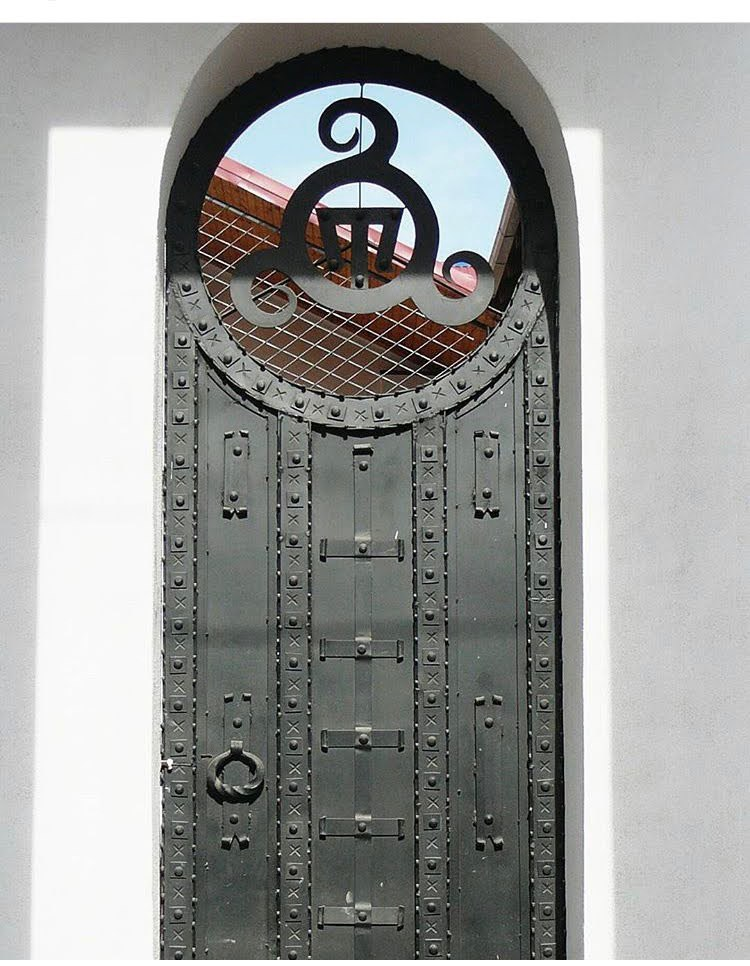
Тамга на воротах представителя тайпа